# Рональд Нгала
Рональд Гідеон Нгала (англ. Ronald Gideon Ngala; 1923 — 12 грудня 1972) — кенійський державний і політичний діяч, активний учасник руху за здобуття незалежності Кенії, фактично перший голова уряду Кенії (лідер урядового управління, лідер громад, від 6 квітня 1962 року — державний міністр з конституційних питань в коаліційному уряді).